# Finest Hour (videogioco)
Finest Hour (ファイネストアワー?) è un videogioco arcade run 'n' gun pubblicato da Namco nel 1989 e successivamente pubblicato per Wii su Virtual Console il 25 agosto 2009, entrambe le versioni pubblicate solo in Giappone.

## Modalità di gioco
Il giocatore è all'interno di un mech d'assalto, dotato di raggi laser, jump-jet e sistemi di auto-targeting, al fine di distruggere le forze nemiche.
Molti dei nomi degli stage sembrano essere i nomi delle canzoni della rock band Rush - per esempio, Distant Early Warning e Subdivisions.